# Коныртобе (Туркестанская область)
Коныртобе (каз. Қоңыртөбе) — село в Келесском районе Туркестанской области Казахстана. Входит в состав Ошактинского сельского округа. Находится примерно в 32 км к западу от районного центра, города Келес. Код КАТО — 515477600.

## Население
В 1999 году население села составляло 1783 человека (898 мужчин и 885 женщин). По данным переписи 2009 года, в селе проживало 1770 человек (916 мужчин и 854 женщины).